# First Vienna FC 1989/1990
Sezóna 1989/90 skončila pro rakouský klub First Vienna FC 1894 osmým místem nejvyšší soutěži. Během této sezóny klub hrál podruhé v evropských pohárech, v Poháru UEFA 1989/90 vypadl ve druhém kole.
Domácím stadionem byl Hohe Warte. Nejvyšší domácí návštěvnost byla 5000 diváků, nejnižší domácí návštěvnost byla 400 diváků.

## Soupiska
| Hráč                  | Nár.            | 1. liga  | 1. liga  | pohár    | pohár    | pohár UEFA | pohár UEFA |          |          |          |          |
|                       |                 | Zápasy   | Góly     | Zápasy   | Góly     | Zápasy     | Góly       |          |          |          |          |
| Brankáři              | Brankáři        | Brankáři | Brankáři | Brankáři | Brankáři | Brankáři   | Brankáři   | Brankáři | Brankáři | Brankáři | Brankáři |
| --------------------- | --------------- | -------- | -------- | -------- | -------- | ---------- | ---------- | -------- | -------- | -------- | -------- |
| Gottfried Angerer     | Rakousko        | 30       | 0        | 3        | 0        | 3          | 0          |          |          |          |          |
| Helmut Fleischmann    | Rakousko        | 7        | 0        | 1        | 0        | 1          | 0          |          |          |          |          |
| Obránci               |                 |          |          |          |          |            |            |          |          |          |          |
| Robert Haas           | Rakousko        | 7        | 0        | 3        | 0        | 0          | 0          |          |          |          |          |
| Andreas Lipa          | Rakousko        | 3        | 0        | 0        | 0        | 0          | 0          |          |          |          |          |
| Thomas Niederstrasser | Rakousko        | 18       | 2        | 0        | 0        | 3          | 1          |          |          |          |          |
| Jiří Ondra            | Československo  | 34       | 0        | 3        | 0        | 4          | 0          |          |          |          |          |
| Helmut Pfeiffer       | Rakousko        | 3        | 0        | 1        | 0        | 0          | 0          |          |          |          |          |
| Kurt Russ             | Rakousko        | 34       | 3        | 4        | 0        | 4          | 0          |          |          |          |          |
| René Ruziczka         | Rakousko        | 0        | 0        | 0        | 0        | 1          | 0          |          |          |          |          |
| Christian Salaba      | Rakousko        | 30       | 1        | 3        | 0        | 4          | 0          |          |          |          |          |
| Záložníci             |                 |          |          |          |          |            |            |          |          |          |          |
| Gerald Glatzmayer     | Rakousko        | 30       | 12       | 4        | 1        | 4          | 0          |          |          |          |          |
| Roland Görbicz        | Rakousko        | 2        | 1        | 0        | 0        | 0          | 0          |          |          |          |          |
| Anton Haiden          | Rakousko        | 27       | 0        | 4        | 0        | 2          | 1          |          |          |          |          |
| Andreas Heraf         | Rakousko        | 24       | 6        | 3        | 2        | 2          | 1          |          |          |          |          |
| Ewald Jenisch         | Rakousko        | 32       | 1        | 3        | 1        | 4          | 2          |          |          |          |          |
| Norbert Lindner       | Rakousko        | 8        | 0        | 1        | 0        | 2          | 0          |          |          |          |          |
| Ernst Mader           | Rakousko        | 14       | 0        | 2        | 1        | 1          | 0          |          |          |          |          |
| Ilija Sormaz          | Jugoslávie      | 8        | 0        | 1        | 0        | 0          | 0          |          |          |          |          |
| Roman Wallner         | Rakousko        | 4        | 0        | 0        | 0        | 0          | 0          |          |          |          |          |
| Útočníci              |                 |          |          |          |          |            |            |          |          |          |          |
| Ralf Balzis           | Západní Německo | 28       | 7        | 2        | 1        | 4          | 3          |          |          |          |          |
| Alfred Drabits        | Rakousko        | 28       | 5        | 2        | 1        | 2          | 0          |          |          |          |          |
| Gerhard Kammerhofer   | Rakousko        | 14       | 0        | 3        | 1        | 2          | 0          |          |          |          |          |
| Goran Petronijević    | Jugoslávie      | 6        | 0        | 1        | 0        | 0          | 0          |          |          |          |          |
| Roland Rath           | Rakousko        | 2        | 0        | 0        | 0        | 0          | 0          |          |          |          |          |
| Gerald Schober        | Rakousko        | 19       | 5        | 3        | 0        | 3          | 0          |          |          |          |          |
| Gerhard Steinkogler   | Rakousko        | 19       | 6        | 3        | 1        | 0          | 0          |          |          |          |          |
| Günther Vidreis       | Rakousko        | 30       | 2        | 3        | 0        | 4          | 1          |          |          |          |          |

Zdroj: 